# Capitan
Capitan – wieś w Stanach Zjednoczonych, w stanie Nowy Meksyk, w hrabstwie Lincoln.